# برنارد نابون
برنارد نابون (بالفرنسية: Bernard Nabonne)‏ ولد في 1897 في باريس وتوفى في 1951، وهو كاتب فرنسي. حائز على جائزة رينودو الأدبية عام 1927.